# 新井薬局 (岡山県)
新井薬局株式会社・卸部（しんいやっきょく）は、かつて存在した医薬品・衛生材料・漢方薬の卸売を中心とする日本の企業である。林薬品に卸部門を譲渡。現在はメディセオ・パルタックホールディングスグループの一社エバルスである。

## 概要
- 本社は岡山県岡山市上伊福160
- 代表取締役社長　久保計

## 沿革
- 昭和23年設立

## 主な取引メーカー
- 武田薬品工業等